# Syzygium polisense
Syzygium polisense är en myrtenväxtart som beskrevs av Elmer Drew Merrill. Syzygium polisense ingår i släktet Syzygium och familjen myrtenväxter. Inga underarter finns listade i Catalogue of Life.